# Senillé

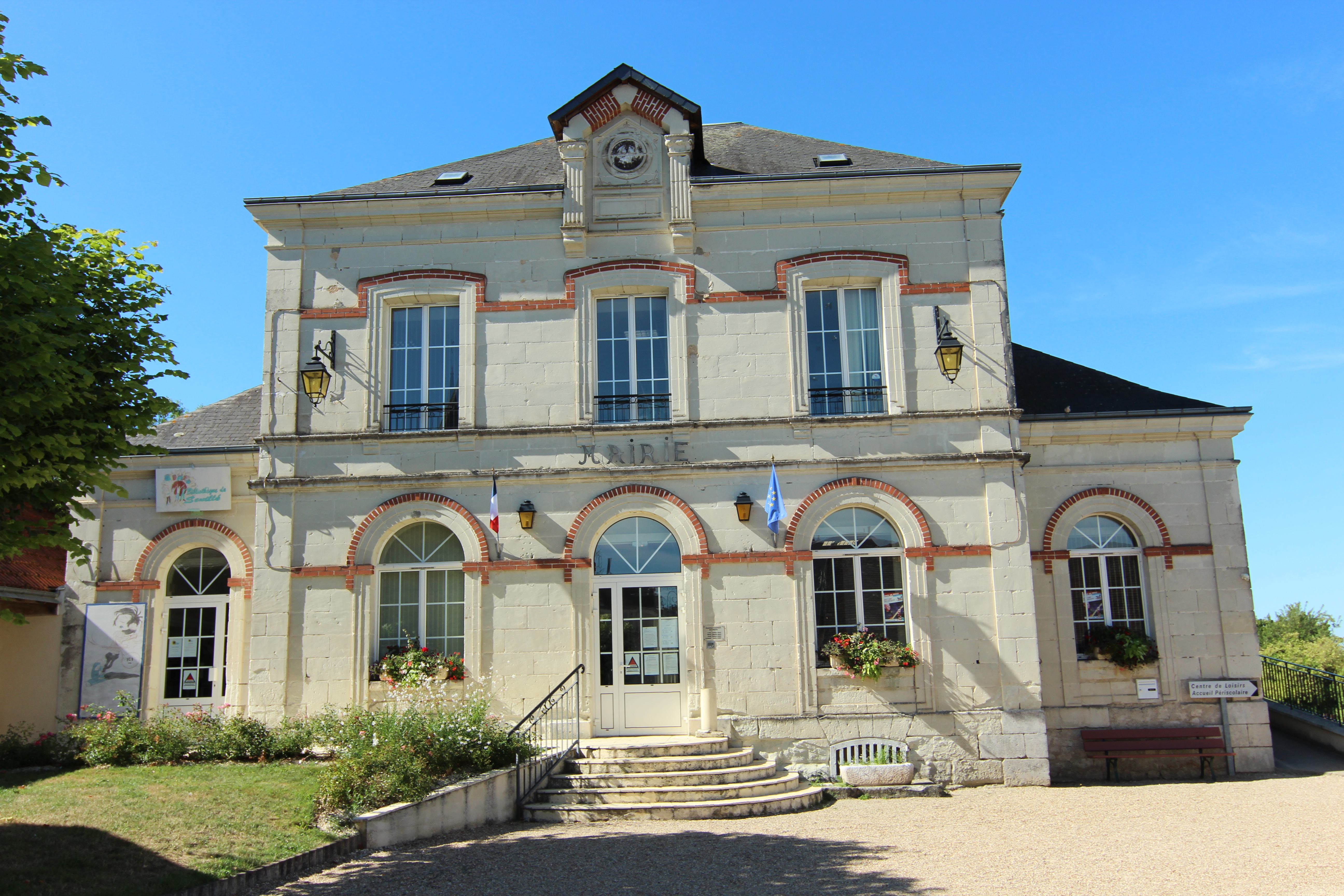
Rathaus von Senille

Senillé ist eine Commune déléguée in der französischen Gemeinde Senillé-Saint-Sauveur mit 747 Einwohnern (Stand: 1. Januar 2022) im Département Vienne in der Region Nouvelle-Aquitaine. 
Mit dem 1. Januar 2016 wurden die Gemeinden Senillé und Saint-Sauveur zu einer commune nouvelle mit dem Namen Senillé-Saint-Sauveur zusammengelegt.

## Geografie
Senillé liegt etwa sieben Kilometer südöstlich von Châtellerault. 

## Sehenswürdigkeiten
Siehe auch: Liste der Monuments historiques in Senillé-Saint-Sauveur
- Kirche Saint-André aus dem 12. Jahrhundert, im 19. Jahrhundert restauriert
- Tuffsteinbruch